# قالهر
قالهر ، در حال حاضر روستایی از توابع بخش مرکزی شهرستان دلیجان در استان مرکزی ایران است. قالهر در جنوب شرقی دلیجان جای گرفته و تا پایان دههٔ پنجاه شمسی بخشی از قمصر کاشان بود.
عمده محصولات کشاورزی این روستا گردو و بادام و گل محمدی می‌باشد.

## زبان
زبان بومی قالهری ها زبان راجی از زبان های ایران مرکزی است.

## جغرافیا
گرچه این روستا در حال حاضر، از لحاظ جغرافیای سیاسی، در حوزه دلیجان قرار دارد، با این حال هنوز از لحاظ جغرافیای فرهنگی و تاریخی، پیوندی دیرین با کاشان قدیم دارد.

## جمعیت
جمعیت روستا در سال ۱۳۸۵، ۸۹۴ نفر(۲۹۰ خانوار) برآورد شده‌است؛ و در سال ۱۳۹۰ به ۷۴۰ نفر (۲۵۰ خانوار) تقلیل یافته اما همچنان روستای قالهر، به عنوان پرجمعیت‌ترین روستای دهستان هستیجان، بر اساس سر شماری عمومی نفوس و مسکن سال ۱۳۹۵ هم‌اکنون ۶۱۸ نفر (۲۲۹ خانوار) ساکن دارد